# Lejísimo
«Lejísimos» es una canción compuesta e interpretada por el músico argentino Luis Alberto Spinetta que se encuentra en el álbum Téster de violencia de 1988, octavo álbum solista y 21º en el que tiene participación decisiva.
El tema está ejecutado por Spinetta (guitarra, voz y programación), Carlos Alberto "Machi" Rufino (bajo), Juan Carlos "Mono" Fontana (teclados), Guillermo Arrom (primera guitarra) y Jota Morelli (batería).
La canción fue estrenada en el teatro Astral de Buenos Aires en junio de 1987.

## Contexto
Spinetta venía de realizar su álbum doble junto a Fito Páez La, la, la y de sufrir que durante los recitales de presentación del álbum fueran asesinadas "las madres" de Fito Páez. Semejante situación impactó sobre la obra de ambos: mientras Fito Páez compuso y editó el álbum Ciudad de pobres corazones (1987), Spinetta por su parte expresó su dolor en Téster de violencia.
El contexto histórico de Argentina influía también en el estado emocional de Spinetta. A fines de 1983 la sociedad argentina había reconquistado la democracia y había enjuiciado y condenado a las juntas militares (1985) que cometieron crímenes de lesa humanidad durante la última dictadura. Pero en 1986 ese clima comenzó a enturbiarse cuando el Congreso sancionó la primera de las llamadas leyes de impunidad, seguida al año siguiente de la primera de las sublevaciones militares de carapintadas.

## El álbum
Téster de violencia es un álbum conceptual alrededor del tema de la violencia, que busca ir más allá de una mirada puramente moral y exterior sobre la violencia, para partir de los cuerpos de las personas, como campos en los que esa violencia actúa y a la vez es medida. Para Spinetta la violencia no es sólo "lo horrible", sino la vida misma, desde el hecho mismo de nacer y enfrentar la muerte.

La temática del cuerpo, eje central de Téster de violencia, resulta novedosa para alguien como Spinetta, que durante mucho tiempo le cantó al alma, e incluso bautizó a uno de sus mejores discos como Alma de diamante. Este cambio fue simétrico, además, al hecho de que el Flaco pasó de leer con devoción las obras de Antonin Artaud (para quien el cuerpo es la cárcel del alma) a los textos de Foucault (para quien el alma es la cárcel del cuerpo).
Eduardo Berti, Spineta: crónica e iluminaciones

En el álbum desempeña un papel especialmente importante el Mono Fontana, creador de todos los arreglos de teclados.

## El tema
El tema es el primer track del álbum solista Téster de violencia, un álbum conceptual alrededor del tema de la violencia. El título de la canción, "Lejísimo", alude directamente al cielo y al "deseo de volar", en un sentido espiritual, aunque no religioso, relacionado con los sueños, los valores y las utopías. La violencia conceptual que campea en el álbum, está expresamente mencionada en un verso que dice "violenta ecuación de vivir sin un por qué".
Claudio Díaz cita la estrofa culminante de la canción ("Fuera del mundo no hay una; fuera del mundo no pinta una; cielo en blanco, enorme, lejísimo") para ilustrar su "búsqueda (por parte de Spinetta) de lo trascendente pero sin ninguna clase de doctrina ni garantía metafísica". Díaz aclara que "en esta suerte de religiosidad no existe la idea de una instancia trascendente, de un Dios que castigue y garantice el sentido de la búsqueda".

Violenta ecuación
de vivir sin un por qué
no quiero soñar
fuera del mundo no hay una
fuera del mundo no hay una
el cielo en blanco enorme lejísimo
cielo en blanco enorme lejísimo
"Lejísimo", Luis Alberto Spinetta

En las conversaciones registradas por Eduardo Berti en el libro Spinetta: crónica e iluminiciones,Spinetta cuenta que había clasificado las canciones del álbum en dos grupos: "caídas al cuerpo" y "evaporaciones". "Lejísimo" había sido incluida en el grupo "evaporaciones".